# Carlo D'Aprile
Carlo D'Aprile (Genova, 1621 – Palermo, 1668) è stato uno scultore, decoratore e architetto italiano.

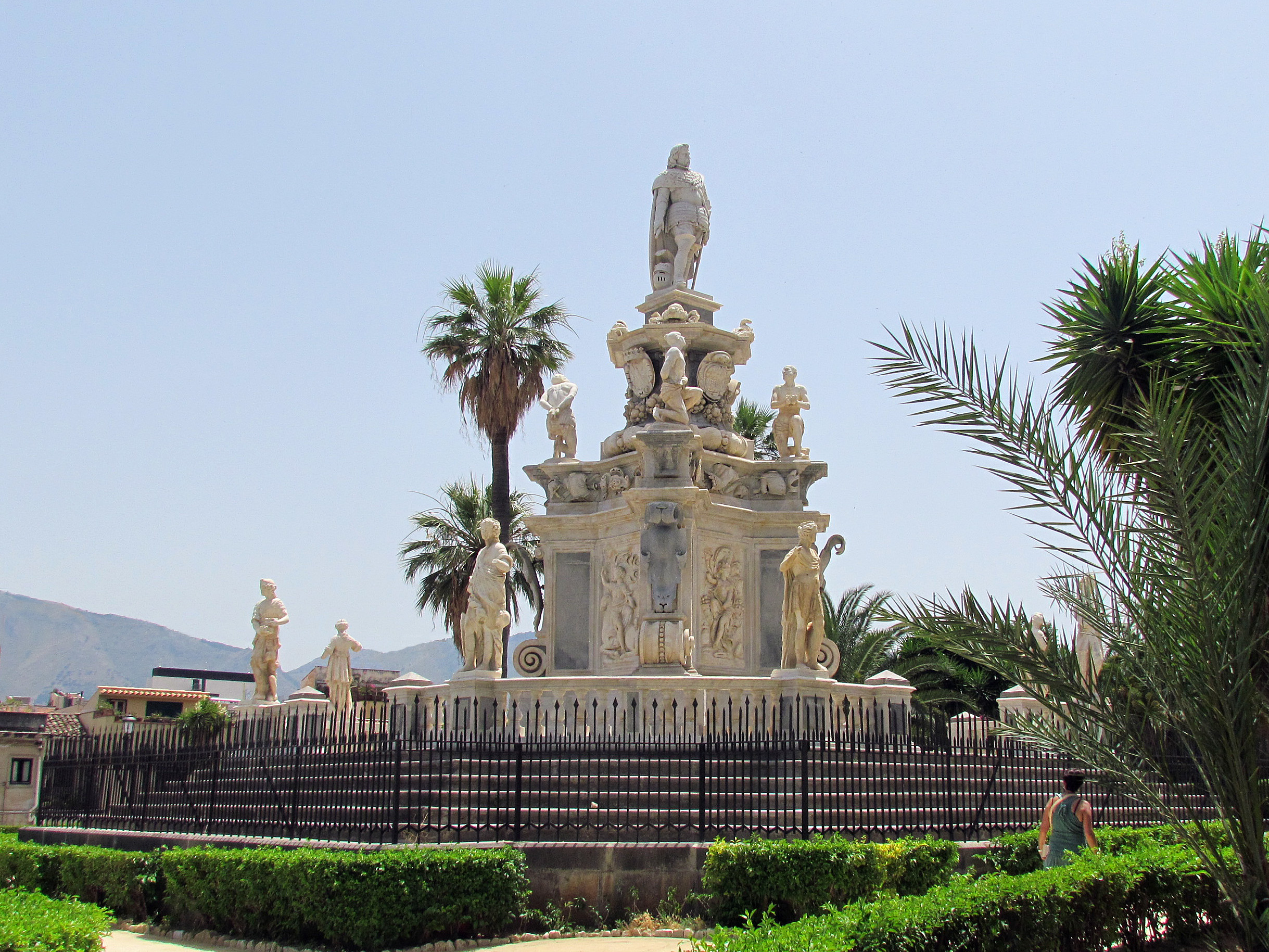
Teatro marmoreo.

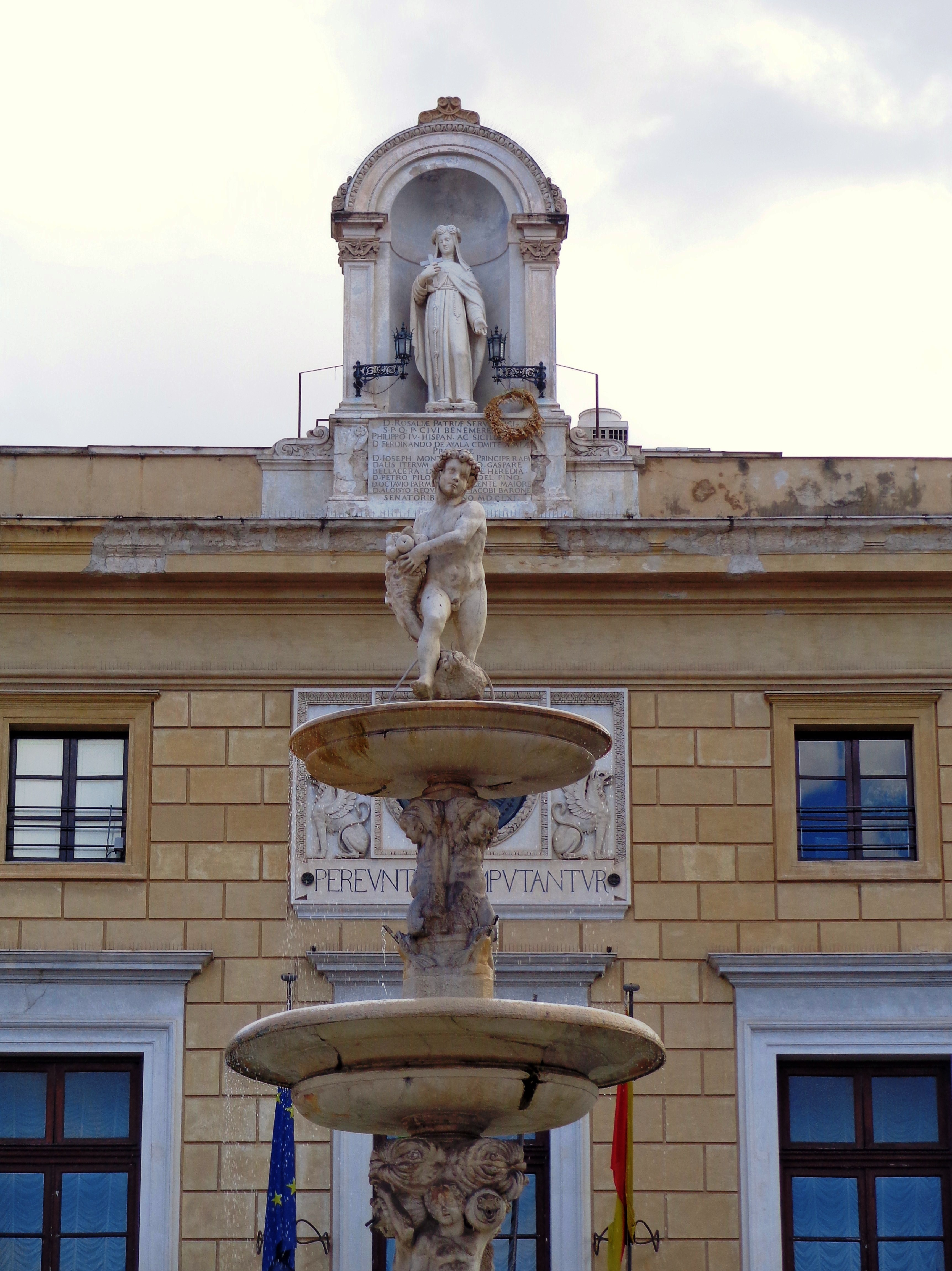
Santa Rosalia.

Fu un attivo artista del barocco siciliano, soprattutto scultore e decoratore dei principali poli monumentali della città di Palermo.

## Biografia
Componente di una nutrita famiglia di artisti provenienti da Carona stabilitasi rispettivamente nell'Italia settentrionale, a Roma e in Sicilia. Figlio di uno scultore di marmo del ramo familiare insediatosi a Genova, della sua formazione e del suo arrivo a Palermo nulla è noto.
Nel 1655 a Palermo riceve la commissione dall'arcivescovo e presidente del regno di Sicilia Martín de León Cárdenas per dirigere progetti di riqualificazione urbana, nonché per la risistemazione del piano della cattedrale.
Collaborazioni con Antonio Anello, Giovanni Travaglia, Gaspare Guercio. Le opere certe sono documentate esclusivamente a Palermo, qualcuna in provincia e a Caltanissetta.

## Opere
- 1651, Palazzo Moncada, studio e progettazione d'edificio ubicato nel centro storico di Caltanissetta.
- 1655 - 1656, Sant'Agata, Santa Cristina, Santa Silvia, San Sergio, Sant'Agatone, statue marmoree, opere collocate sui varchi della recinzione balaustrata della piazza della cattedrale metropolitana primaziale della Santa Vergine Maria Assunta di Palermo.
- 1656, Cappella di San Giovanni Battista, apparato decorativo realizzato con la collaborazione di Giuseppe Marino, Ottavio Bonomo, opere presenti nella chiesa di Sant'Ignazio all'Olivella di Palermo.
- 1660c., Decorazioni, statue e sculture marmoree, opere realizzate nella chiesa dell'Immacolata Concezione al Capo di Palermo.
- 1661, Santa Rosalia, scultura marmorea, opera collocata nel prospetto settentrionale di Palazzo Pretorio di Palermo.[1]
- 1661, Teatro marmoreo, statue e sculture marmoree raffiguranti i sovrani spagnoli, le allegorie delle quattro parti del mondo e degli otto regni di Filippo IV, i trionfi d'armi sui quattro re mori soggiogati, opere realizzate con la collaborazione di Gaspare Guercio, comprese nel monumento ubicato in piazza della Vittoria di Palermo.[2]
- 1661 - 1663, Carlo V, Filippo II, Filippo III, Filippo IV, statue marmoree raffiguranti i sovrani di sicilia, opere presenti nelle nicchie del secondo ordine dei palazzi costituenti i Quattro Canti o Teatro del Sole o piazza Vigliena di Palermo.
- 1663, Filippo IV, statua bronzea, opera collocata nel Teatro marmoreo ubicato in piazza della Vittoria di Palermo. Il manufatto dominò il monumento fino al 1848, allorquando fu distrutto durante i moti della Rivoluzione siciliana.[2]

- XVII secolo, Fontana, scultura marmorea, opera collocata nella Galleria del Palazzo Castromediano di Cavallino.
- XVII secolo, Madonna col Bambin Gesù, statua marmorea, opera documentata nella chiesa di Santa Maria di Gesù di Collesano.
- XVII secolo, Sculture, studio architettonico e decorazioni realizzate con la collaborazione di Gaspare Guercio, opere presenti nel prospetto della chiesa di San Matteo al Cassaro di Palermo.

## Galleria d'immagini
|              |              |                |            |                 |  |  |                       |                      |
| Sant'Agatone | Santa Silvia | Santa Cristina | Sant'Agata | San Sergio Papa |  |  | Filippo III di Spagna | Filippo IV di Spagna |